# 491

## Nașteri
- dată necunoscută: Ioan Malalas cronicar grec (d. 578)

## Decese
- Longin, uzurpator din Isauria în timpul împăratului Anastasiu I (n. ?)

- Zenon (Flavius Tarasicodissa Zenon), împărat bizantin (474-475 și 476-491), (n. 425)